# エリザベス・デルメ夫人とその子供たち
『エリザベス・デルメ夫人とその子供たち』（英: Lady Elizabeth Delmé and Her Children）は、ロココ期のイギリスの画家ジョシュア・レノルズが1777年から1779年に制作した肖像画である。油彩。国会議員ピーター・デルメの家族であるエリザベス夫人と2人の子供たちを描いている。レノルズの最も高貴かつ最も成功した家族の肖像画の1つ。金融王として知られたニューヨークの実業家・大富豪ジョン・ピアポント・モルガンが収集した絵画の1つで、現在はワシントンD.C.のナショナル・ギャラリー・オブ・アートに所蔵されている。

## 人物
エリザベス・デルメ（旧姓ハワード）は第4代カーライル伯爵ヘンリー・ハワードとイザベラ・バイロンの三女として生まれた。母イザベラは第4代バイロン男爵ウィリアム・バイロンの娘であった。同じくナショナル・ギャラリー・オブ・アートに所蔵されている『キャロライン・ハワード嬢の肖像』（Portrait of Lady Caroline Howard）に描かれたキャロライン・ハワード嬢は彼女の姪に当たる。1769年、ユグノー家の子孫で、ノーサンバーランド州モーペスの選挙区から当選した国会議員ピーター・デルメと結婚した。2人の間には長女イザベラ・エリザベス（Isabella Elizabeth Delmé, 1770年あるいは1771年-1794年）と次男ジョン（John Delmé, 1772年-1809年）のほか、3人の息子が生まれた。1789年に夫と死別したのち、1794年にイギリス海軍大尉チャールズ・ゲミエ（Captain Charles Gamier, R.N.）と再婚したが、2年後の1796年に再び死別した。

## 制作経緯
肖像画はピーター・デルメの依頼で制作された。レノルズは1777年4月に肖像画のためデルメ夫人にポーズをとってもらい、同年6月には夫および子供たちのため、2度ポーズを取ってもらった。制作には2年を要しており、1779年に肖像画および版画による複製が完成した。1780年6月、レノルズは再度夫人を描いたが、ゴードン暴動が起きたため中止となった。報酬の300ポンドは同年同月に支払われた。

## 作品

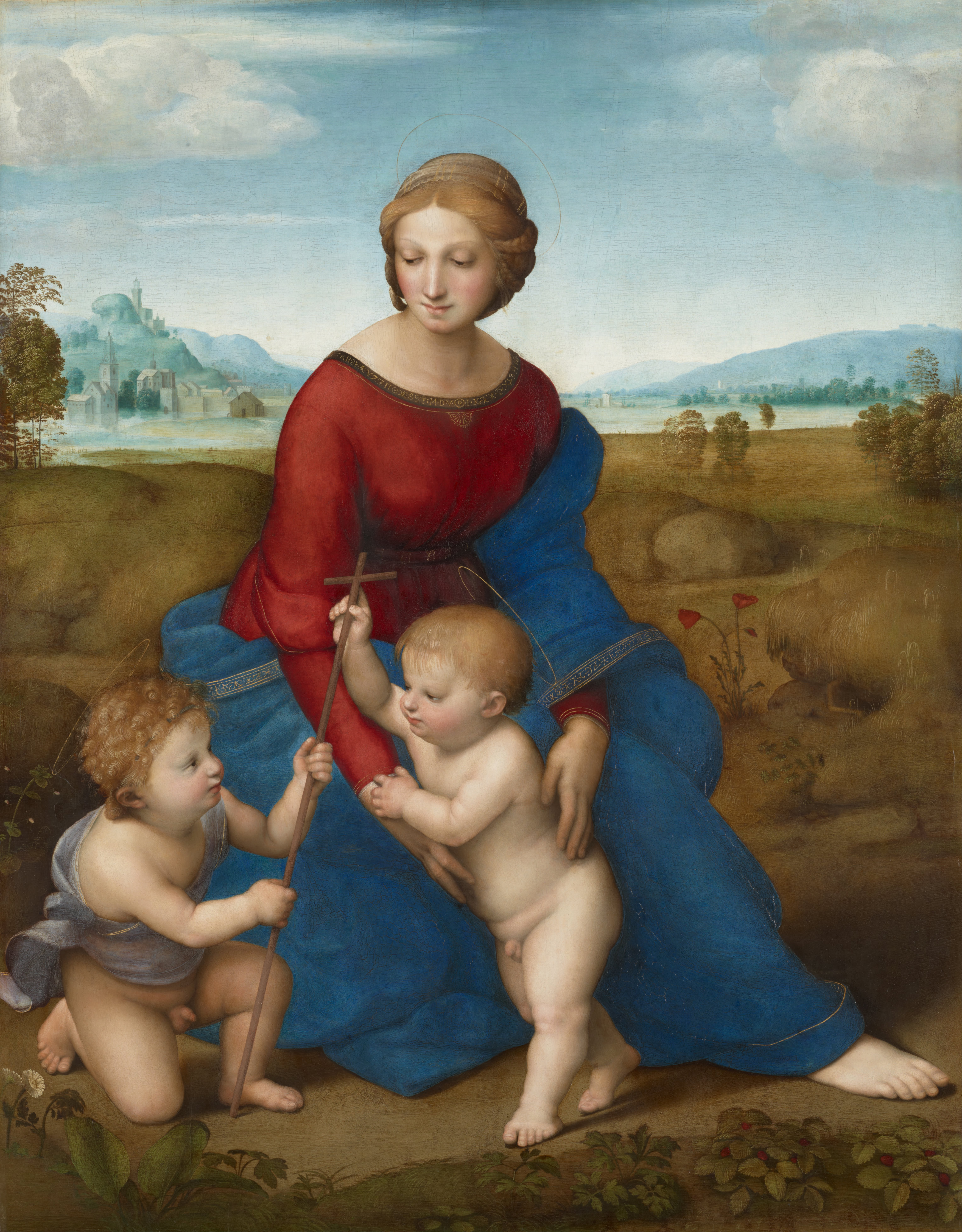
ラファエロ・サンツィオの『牧場の聖母』。美術史美術館所蔵。

レノルズは欄干の前で正面を向いて座るエリザベス・デルメ夫人を描いている。夫人は左側で膝に寄りかかる2人の子供イザベラ・エリザベスとジョンを抱き寄せており、その様子を1匹の毛むくじゃらの灰色のスカイ・テリアが見つめている。3人はいずれも色白で、エレガントな服を着ており、頬をバラ色に染めている。デルメ夫人はほっそりした楕円形の顔に長い鼻と赤い唇、ヘーゼル色の瞳を持っている。夫人は透き通るような白いガウンを着ており、その上にたっぷりしたダスティローズピンクのマントを左肩に掛けて、両脚を包み込んでいる。彼女の灰色の髪は頭の上に高く巻き上げられ、赤いスカーフで巻かれている。夫人の横に立って画面右側を見つめているジョンは夫人の膝の上に右腕を置いており、夫人は息子の右手を握っている。またジョンの左手はイザベラ・エリザベスの首の後ろに回し、夫人はさらにその上に左手を重ねて2人を抱き寄せている。栗色の巻き毛のジョンは赤のジャケットとズボン、金色と黄色の縦縞模様のベストを着ている。ジョンに寄りかかった金髪の少女はやや前かがみの姿勢で少年のベストを掴んでいる。彼女は頭を下げて画面右を見つめながら微笑んでいる。彼女はセレスティアルブルーの帯が巻かれたクリーム色のガウンを着ている。
レノルズはイギリス絵画を高尚な古典的表現の領域まで高めることを目指したことで知られ、古代ギリシア・ローマの彫刻やルネサンス絵画の研究を奨励した。レノルズは本作品でルネサンス美術の先例に倣い、理想化された荘厳な女性の優雅なイメージを作り出した。夫人たちのピラミッド型の構図、夫人の静かな物腰、膝にかかるドレーパリーの堂々とした衣文は、美術史美術館に所蔵されているラファエロ・サンツィオの『牧場の聖母』（Madonna del Prato）などの聖母画を思い出させる。
また人物群の背後に生えるブナの木はレノルズが通常使用したものよりも巨大であり、イタリアの祭壇画の聖母の背後の天蓋を連想させる。キアロスクーロは注意深く考案されている。風景の豊かで温かみのある色彩と、画面奥の背景まで制御された光の動きは、ティツィアーノ・ヴェチェッリオから大きな影響を受けている。
その一方で、レイノルズは子供たちを抱き寄せるデルメ夫人の優しさなど、彼らの親密さを示す細部を繊細に使用しているほか、顔に表現された各人の個性の微妙なニュアンスや、自然主義的な描写、スカイ・テリアの気配りのある姿勢によって、理想化されたデルメ夫人の表現を完璧に引き立てつつ、世俗的で親しみやすい雰囲気を肖像画に与えている。

## 来歴
肖像画はジョン・デルメの息子シーモア・ロバート・デルメ（Seymour Robert Delmé）に相続されたのち、美術収集家のチャールズ・ジョン・ヴェルトハイマー（Charles John Wertheimer）の手に渡った。その後、1900年から1901年頃にニューヨークの実業家・大富豪のジョン・ピアポント・モルガンが購入し、ハーバート・L・サタリーと結婚した娘のルイーザ・ピアポント・モーガン（Louisa Pierpont Morgan）に遺贈した。彼女は1930年頃まで肖像画を所有したのち手放し、1936年12月15日にピッツバーグのアンドリュー・メロン・教育慈善信託（The A.W. Mellon Educational and Charitable Trust）に売却され、1937年にナショナル・ギャラリー・オブ・アートに寄贈された。現在、レノルズの『エリザベス・デルメ夫人とその子供たち』は、『キャロライン・ハワード嬢の肖像』とともにナショナル・ギャラリー・オブ・アートの重要なイギリス絵画の一角を形成している。

## 影響
ヴァレンタイン・グリーンは1779年にメゾチントによる複製を制作した。またエルネスト・スタンプ（Ernest Stamp）は手彩色したエングレーヴィングを制作した。

## ギャラリー
関連作品

『キャロライン・ハワード嬢の肖像』1778年 ナショナル・ギャラリー・オブ・アート所蔵